# Zanthoxylum phyllopterum
Zanthoxylum phyllopterum là một loài thực vật có hoa trong họ Cửu lý hương. Loài này được (Griseb.) Wright miêu tả khoa học đầu tiên năm 1868.